# Meta (empresa de tecnologia)
A Meta é uma empresa de tecnologia brasileira com operação no Brasil e no exterior, fundada em 1990, em São Leopoldo, no Rio Grande do Sul. Está presente em mais de 100 cidades ao redor do mundo e possui sedes em São Paulo, Miami e Waterloo; e é parceira da multinacional alemã SAP.
A empresa realiza consultoria estratégica, que busca implementar soluções de tecnologia e transformação digital, ajudando seus clientes a atualizarem seus modelos de negócios. Em 2020 e 2021, foi reconhecida como uma das 20 melhores grandes empresas de TI para se trabalhar, pelo Great Place to Work.

## História
A Meta foi fundada em 1990, no Rio Grande do Sul, e hoje implementa soluções para acelerar resultados de grandes e médias companhias no Brasil e no exterior.
Em 1995, a Meta iniciou sua expansão nacional, atendendo clientes em São Paulo; em 2003 abriu uma sede na cidade. Em 2013, a empresa inaugurou um centro de excelência em tecnologia da SAP, em Restinga Sêca.
A Meta voltou-se para o mercado exterior, em 2010. Abriu sedes em Miami, em 2015, e em Waterloo (Canadá), em 2020. A Meta é uma das maiores parceiras da SAP no Brasil.
Em 2017, o Grupo Meta adotou o nome Meta, além de uma nova assinatura para marca: Tech. Simple. Human. Em janeiro 2021, atualizou a tagline para “Digital. Simple. Human.” 
Em 2023, lançou junto ao Ministério da Justiça e Segurança Pública (MJSP) o aplicativo Celular Seguro, que permite bloquear as funções de um aparelho roubado de forma remota.
Em março de 2024, o Tribunal de Justiça do Estado de São Paulo (TJ-SP) mandou que a Meta Platforms, dona de Facebook, Instagram e WhatsApp, deixe de usar o nome da marca no Brasil. A decisão atendeu a pedido da empresa, que alega ser alvo de ataques e processos indevidos.

## Aquisições
A empresa projeta aquisições em campos de experiência de usuário (UX, na sigla em inglês), IA (através da operação em Toronto) e no segmento SAP.

Por meio de seu braço de Venture Capital e de investimentos, que é a Meta Ventures, promove um ecossistema de inovação, conectando startups, investidores, empresas, parceiros, universidades, laboratórios de pesquisa e sociedade.